# Fan club
Il fan club indica un club o comunque un gruppo organizzato che nasce nell'intento di unire più persone (i fan) che condividono un interesse o una passione nei confronti di un personaggio (ad esempio, personaggi e "divi" della cultura di massa o dello star system) o di un gruppo organizzato (come, ad esempio, una squadra sportiva o un gruppo musicale).
Il termine fan club, diffuso anche nella lingua italiana, deriva dalla lingua inglese.
Un fan club, inoltre è detto "ufficiale" o "autorizzato", se il fondatore dello stesso è in contatto diretto con la persona o l'organizzazione del club a cui il fan club è dedicato, altrimenti in caso contrario "non ufficiale" o "non autorizzato".

## Funzioni
I fan club più grandi possono organizzare eventi e viaggi organizzati tramite delle raccolte fondi. Il denaro deriva di solito dalla vendita di gadget, dalle iscrizioni al club e dall'autofinanziamento dei tesserati.

## Fansite
Molti fan club dispongono di siti internet, blog, forum, e altre pagine web dedicate al personaggio o al gruppo di riferimento: i cosiddetti fansite. Su questi siti solitamente i fan si scambiano opinioni, notizie, le date degli eventi, foto, audio, video e tutto ciò che può riguardare il proprio beniamino.